# Owczi kładenec
Owczi kładenec (bułg. Овчи кладенец) – wieś w południowo-wschodniej Bułgarii, w obwodzie Jamboł, w gminie Tundża. Według danych Narodowego Instytutu Statystycznego, 31 grudnia 2011 roku wieś liczyła 493 mieszkańców.

## Położenie
Wieś położona jest blisko zbiornika retencyjnego Owczarica. W pobliżu znajduje się wiele źródeł.

## Urodzeni w Owczim kładencu
- Dimityr Arabadżiew – poeta i członek BNR-u
- Angeł Markow – generał
- Aleksandyr Miłanow – poeta i przedstawiciel sojuszu przewodników Bułgarii
- Marko Nedjałkow – poeta
- Tonju Petrow Tonew – partyzant
- Atanas Żelazkow – pisarz, były kmet Owcziego kładenca